# Andreas Lange (Theologe)

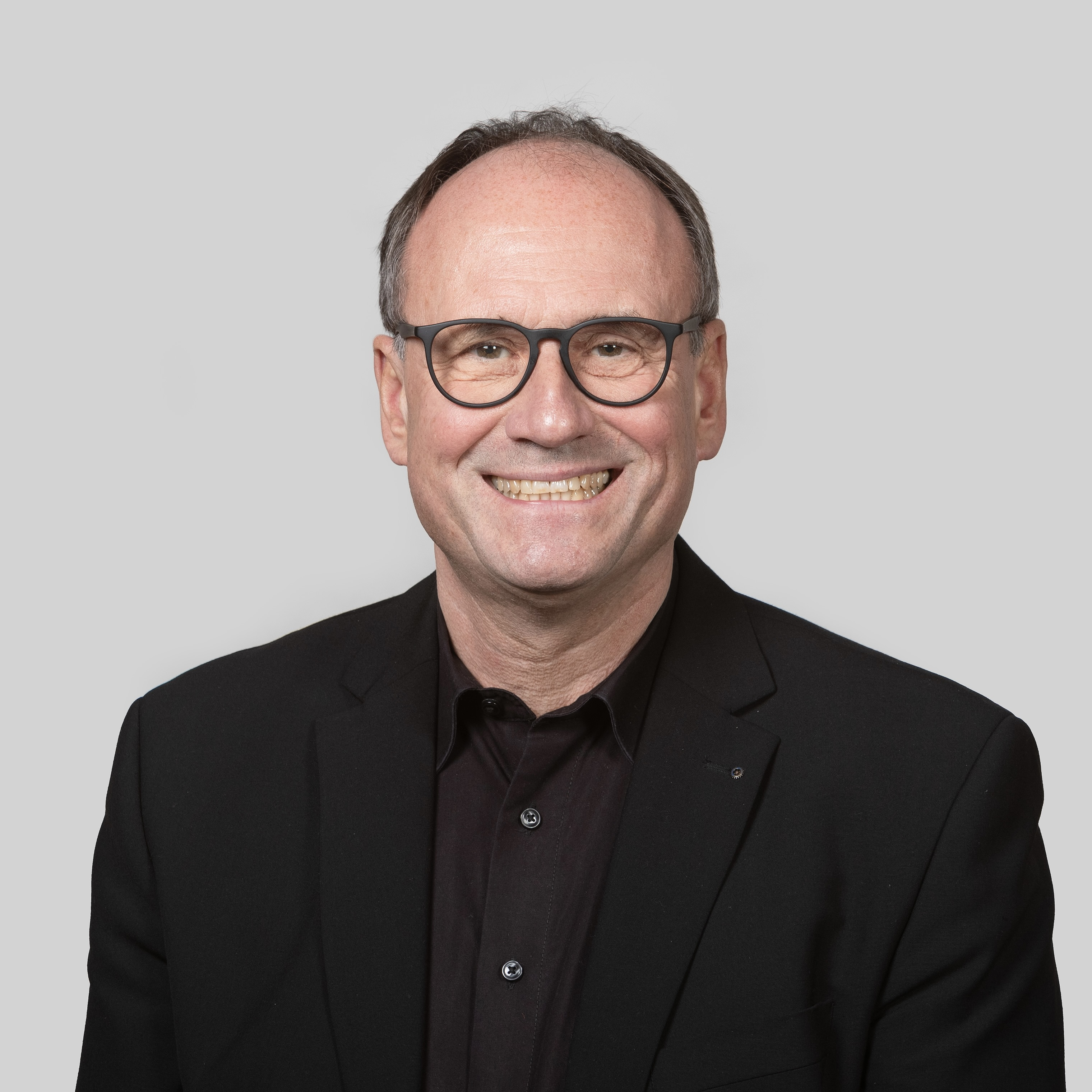
Andreas Lange (2025)

Andreas Lange (* 1964 in Höxter) ist ein deutscher evangelisch-lutherischer Theologe. Seit 1992 ist er Pfarrer in der Kirchengemeinde St. Nicolai in Lemgo und seit 2005 Lutherischer Superintendent der Lippischen Landeskirche. Lange ist Vizepräses der EKD-Synode.

## Leben und Werdegang
Andreas Lange stammt aus Detmold. Nach dem Abitur 1984 am Gymnasium Leopoldinum studierte er in Bethel und Münster Theologie. 1990 bis 1992 war er Vikar in Bad Salzuflen. 1992 wurde er Pfarrer in Lemgo an der Ev.-luth. Kirche St. Nicolai, 2005 Lutherischer Superintendent, zuletzt für eine weitere Amtszeit von 8 Jahren am 26. September 2022 wiedergewählt.
Im Herbst 2013 kandidierte er erfolglos für das Amt des Landesbischofs der Evangelisch-lutherischen Landeskirche in Braunschweig.
Lange veröffentlicht regelmäßig in Fachzeitschriften und ist Autor regionaler Schriften. 2017 wurde er in Diakoniewissenschaften promoviert.

## Funktionen
Seit 2009 ist Lange Mitglied der Synode der Evangelischen Kirche in Deutschland. Gleichzeitig wurde er als eines von sieben Mitgliedern in das Präsidium der Synode gewählt. 2015 wurde er erneut in das Präsidium der Synode gewählt. Seit dem 11. November 2018 ist er Vizepräses der EKD-Synode. Am 8. Mai 2021 wurde er für eine weitere Amtszeit von 6 Jahren erneut zum Vizepräses der Synode gewählt.
Als Lutherischer Superintendent vertritt er die Lippische Landeskirche im Lutherischen Weltbund und in der Vereinigten Evangelisch-Lutherischen Kirche Deutschlands.
Seit 2005 ist Lange Mitglied der Synode der Lippischen Landeskirche. Als Vorsitzender der Konzeptgruppe „Strukturen, Tagungshäuser und Querschnittsaufgaben“ hat er Konzepte für Leitungs- und Verwaltungsstrukturen, die landeskirchlichen Häuser und die Öffentlichkeitsarbeit erarbeitet, die sich die Lippische Landessynode 2009 zu eigen gemacht hat. In der Folge wurden zum 1. Juni 2010 das Tagungshaus Stapelage geschlossen und zum 1. Januar 2011 die Theologischen Bibliothek mit der Lippischen Landesbibliothek des Landesverbands Lippe fusioniert.

## Auszeichnungen
Am 17. Juni 2017 hat ihm die Evangelisch-Lutherische Kirche in Litauen das Silberne Kreuz als Dank für seine ökumenischen Bemühungen verliehen. Am 31. Oktober 2017 hat die Alte Hansestadt Lemgo ihm das Stadtsiegel verliehen „in Anerkennung der Verdienste um unsere Stadt“, wie es in der dazugehörenden Urkunde heißt.

## Schriften
- Lange, Andreas; Kuhfuß, Heidi (als Mitautor): Evangelischer Lebensbegleiter, hg. von Norbert Dennerlein und Martin Rothgangel, Gütersloh 2007 (ISBN 978-3-579-05576-3)
- Lange, Andreas (Herausgeber); Kroos, Gerhard (Autor): »Wer sich zu solchem heiligen Dienst berufen fühlt ...«: Chronik des Posaunenchores Lemgo, Bielefeld 2014 (ISBN 978-3-89534-856-3)
- Lange, Andreas; Scheffler Jürgen; Wolff Andi: "Auf den Spuren der Reformation in Lemgo", Lemgo 2016
- Lange, Andreas; Krull, Lena, Scheffler Jürgen (Herausgeber): Glaube, Recht und Freiheit: Lutheraner und Reformierte in Lippe, Bielefeld 2017 (ISBN 978-3-7395-1118-4)
- Lange, Andreas (Autor): »Ein frisches, fröhliches Gemeindeleben« Innere Mission und Vereinswesen als Faktoren kirchlicher Veränderung in der lutherischen Stadt Lemgo zwischen 1844 und 1886, Bielefeld 2018 (ISBN 978-3-7395-1091-0)
- Lange, Andreas: „Kirche reicht über den eigenen Horizont und Wirkungskreis hinaus“, in: Gemeindegeschichten, hg. von der Ev.-luth. Kirchengemeinde Detmold, 2022 (ISBN 978-3-00-072847-1), S. 19–23
- Lange, Andreas; Scheffler Jürgen (Herausgeber): Auf den Spuren der Familie Gumpel: Biografische Zeugnisse als Quellen zur jüdischen Geschichte im 20. Jahrhundert, Bielefeld 2.2022 (ISBN 978-3-89534-634-7)